# نیلتون سانتوس
نیلتون سانتوس (انگلیسی: Nílton Santos؛ ۱۶ مهٔ ۱۹۲۵ – ۲۷ نوامبر ۲۰۱۳) یک بازیکن فوتبال اهل برزیل بود.
وی همچنین در تیم ملی فوتبال برزیل بازی کرده‌است.